# Adam Tadeusz Troskolański
Adam Tadeusz Troskolański (ur. 14 grudnia 1901 w Samborze, zm. 18 lipca 1982 w Warszawie) - profesor, polski metrolog, redaktor naczelny czasopism technicznych, pracownik Głównego Urzędu Miar, prekursor badań i prac doświadczalnych w dziedzinie wodomierzy, twórca założeń teoretycznych w polskim przemyśle wodomierzowym.

## Życiorys

### Okres do 1920 roku
Był synem Tadeusza Franciszka Troskolańskiego, historyka, nauczyciela i archiwariusza miejskiego w Przemyślu, i Herminy z Blahów. W 1920 roku ukończył gimnazjum klasyczne w Przemyślu. W latach 1918–1919 należał do Organizacji Młodzieży Niepodległościowej "Zarzewie" i brał udział w walkach o wyzwolenie ziemi przemyskiej i lwowskiej, zaś w 1920 roku, jako żołnierz 6 Dywizjonu Artylerii Konnej, walczył o wyzwolenie Lwowa.

### Dwudziestolecie międzywojenne
Studia wyższe rozpoczął na początku 1921 roku na Wydziale Mechanicznym Politechniki Lwowskiej i już w grudniu roku następnego wygłosił na tej uczelni odczyt pt. Najnowsze prądy w hydromechanice. W 1923 roku przeniósł się na Politechnikę Warszawską, gdzie objął stanowisko młodszego asystenta przy Katedrze Części Maszyn kierowanej przez prof. Michała Broszko. Musiał przerwać studia, ponieważ zachorował na gruźlicę płuc - w okresie choroby i rekonwalescencji, przy braku źródeł i materiałów, napisał podręcznik politechniczny pt. Hydromechanika (wydany we Lwowie w 1925 roku). Wrócił na studia w 1924 roku, zaś tytuł inżyniera mechanika otrzymał w 1930 roku. Pracę w Głównym Urzędzie Miar rozpoczął w połowie 1925 roku obejmując kierownictwo Oddziału Wodomierzy. W czasie swej dziesięcioletniej działalności w GUM zaprojektował i wybudował laboratorium wodomierzowe, opracował pierwsze przepisy o sprawdzaniu wodomierzy, przeprowadził szereg badań naukowych umożliwiających rozpoczęcie w Polsce budowy nowych typów wodomierzy i stacji wodomierzowych. Prace te przyczyniły się do powstania i rozwoju krajowego przemysłu wodomierzowego, a także do modernizacji gospodarki wodociągowej. Wciąż doskonalił metody pomiarowe związane z hydrometrią. Mimo stosunkowo krótkiego okresu pracy w Głównym Urzędzie Miar, z racji wielkiego wkładu w dziedzinę pomiarów przepływu wody oraz budowę wodomierzy i w rozwój produkcji krajowej tych przyrządów i to w okresie tworzenia i rozkwitu polskiej administracji miar, jest on zaliczany jest do grona jej współtwórców.
Po odejściu z Głównego Urzędu Miar w 1935 roku nie zerwał kontaktu z przemysłem wodomierzowym. W latach 1931 – 1939 jako doradca naukowy fabryki „Polski Wodomierz” w Poznaniu opracował projekt wodomierzy sprzężonych, zwężek Venturiego i stacji do sprawdzania wodomierzy. W latach 1935 – 1939 pracował w Wytwórni Amunicji nr 1 w Warszawie na stanowisku kierownika planów operacyjnych, a następnie kierował działem produkcji.

### Okres II wojny światowej
W czasie okupacji niemieckiej pracował jako kierownik techniczny w Fabryce Piór K. Wasilewski i S-ka w Warszawie, a także współpracował z Delegaturą Rządu na Kraj. Zbierał też materiały do artykułów, które zostały opublikowane po wojnie. W Powstaniu Warszawskim walczył w szeregach AK na Starym Mieście, a po dostaniu się do niewoli niemieckiej trafił do obozu przejściowego Dulag-121, skąd został wywieziony do obozu koncentracyjnego w Gross Rosen.
Został skierowany do fabryki Linke Hoffmann Werke (znajdowała się tam filia Nr 1 obozu), gdzie pracował przy montażu towarowych wagonów kolejowych. Na początku grudnia 1944 roku został powtórnie przetransportowany do obozu w Gross Rosen, a miesiąc później wywieziony do filii obozu w Hartmannsdorfie (obecnie Leśna w województwie dolnośląskim). Podczas transportu zapadł na zapalenie płuc i tylko troskliwa opieka dwóch lekarzy, współtowarzyszy niedoli, doktora Hanusza i doktora Kuliga uratowała go od niechybnej śmierci. W dniu 2 lutego 1945 roku obóz został ewakuowany. Od połowy lutego do 8 maja 1945 roku przebywał jako więzień w obozie Reichenau (obecnie Rychnów).

### Okres powojenny
Po wyzwoleniu, w maju 1945 roku powrócił do Warszawy i miesiąc później rozpoczął pracę naukową, dydaktyczną i wydawniczą. W latach 1949 – 1962 był doradcą technicznym Wrocławskiej Fabryki Wodomierzy, gdzie opracował projekt nowoczesnego laboratorium wodomierzowego. W latach 1960 – 1961 opracował projekt koncepcyjny Laboratorium Warszawskiej Fabryki Pomp. Działalność naukowa obejmowała wiele dziedzin nauki i techniki, takich jak m.in.: hydromechanika techniczna, metrologia ze szczególnym uwzględnieniem hydrometrii, teoria podobieństwa mechanicznego. Za działalność naukową i dydaktyczną otrzymał wiele nagród przyznanych przez Ministra Nauki, Szkolnictwa Wyższego i Technicznego.
Pracę dydaktyczną rozpoczął w czerwcu 1945 roku - wspólnie z prof. Ludwikiem Uzarowiczem wznowił działalność Towarzystwa Kursów Technicznych, w latach 1945-1951 był dyrektorem liceum mechanicznego i elektrycznego. W lipcu 1945 roku objął Katedrę Mechaniki Ogólnej w Szkole Inżynierskiej w Warszawie, tam też wykładał hydromechanikę maszyn wodnych. Na początku lutego 1956 roku przeniósł się do Wrocławia i objął Katedrę Mechaniki Cieczy i Gazów na Wydziale Inżynierii Politechniki Wrocławskiej. Prowadził tam wykłady z hydromechaniki oraz wykład z wirowych maszyn hydraulicznych na Wydziale Mechaniczno-Energetycznym Politechniki Wrocławskiej. Rok później otrzymał nominację na profesora nadzwyczajnego, a w 1967 roku na profesora zwyczajnego. Na emeryturę przeszedł 30 września 1972 roku.
Był długoletnim członkiem Rady Naukowej Instytutu Maszyn Przepływowych PAN w Gdańsku, współzałożycielem (1958) Polskiego Towarzystwa Mechaniki Teoretycznej i Stosowanej.
Zmarł 18 lipca 1982 roku w Warszawie. Pochowany na Powązkach Wojskowych w Warszawie (kwatera A22-6-10).

## Odznaczenia i wyróżnienia
- Gwiazda Przemyśla[3]
- Medal Niepodległości
- 1964, 1974 - Indywidualna nagroda II stopnia Ministra Oświaty i Szkolnictwa Wyższego[3]
- 1967 - członek korespondent Akademii Nauk w Tuluzie
- 1969 - Zespołowa nagroda II stopnia Ministra Oświaty i Szkolnictwa Wyższego
- 1973 - Krzyż Kawalerski Orderu Odrodzenia Polski

## Publikacje
Ogłosił ponad dwieście trzydzieści prac, artykułów, rozpraw, monografii i książek w językach polskim, angielskim, czeskim, francuskim, niemieckim i węgierskim. W okresie międzywojennym od 1921 do 1939 roku opublikował 22 prace w językach: polskim. francuskim i niemieckim, w tym następujące opracowania książkowe: Hydromechanika (1925), Podręcznik dla Sprawdzających wodomierze (1931), Wodomierze sprzężone (1936) i Kalendarz wodomierzowy (1936).
W roku 1938 został redaktorem czasopisma ,,Mechanik", wydawanego przez Stowarzyszenie lnżynierów Mechaników Polskich (SIMP). Redakcję tę prowadził przez cały okres okupacji niemieckiej, gromadząc materiały do artykułów, które ukazały się w pierwszych zeszytach ,,Mechanika" po zakończeniu wojny. W okresie tym opracował, również materiały do słownictwa z hydromechaniki i organizował wspólnie z profesorem Aleksandrem Wasiutyńskim prace w zakresie słownictwa technicznego (słownictwo narzędziowe, spawalnicze i samochodowe). W latach 1947–1949 był dyrektorem, założycielem i naczelnym redaktorem Instytutu Wydawniczego SIMP (wydawał podręczniki politechniczne i poradniki techniczne). Od 1951 roku był redaktorem naczelnym poradnika technicznego "Mechanik", prowadził redakcję naukową Zeszytów Naukowych Wydziału Inżynierii Sanitarnej Politechniki Wrocławskiej (1956 – 1959), kierował redakcją naukową Małej encyklopedii techniki wydawanej przez PWN , był autorem pięciojęzycznego Słownika podstawowych pojęć metrologii – drukowanego w czasopiśmie Pomiary Automatyka Kontrola w odcinkach w latach 1970 – 1971.
Miał też duże zasługi w pracach związanych z tworzeniem słownictwa technicznego, którym się zajmował od początku swoich studiów. W 1946 roku zorganizował Komisję Słownictwa Polskiego Komitetu Normalizacyjnego i był przewodniczącym tej Komisji, przekształconej później w Zakład Słownictwa Technicznego PKN, przewodniczył Komisji Słownictwa Mechaniki Teoretycznej i Hydromechaniki PKN. Redagowany przez niego Słownik mechaniki ukazał się w języku polskim i wersji angielskiej.
Dziełem życia był słownik w układzie rzeczowym Maszyny i urządzenia hydrauliczne – pojęcia podstawowe, wydany przez PAN/PWN w 1974 roku. To prekursorskie dzieło zawiera 3500 haseł z definicjami oraz równoważnikami pojęciowymi w językach: polskim, angielskim, francuskim, niemieckim i rosyjskim, z całokształtu ówczesnej wiedzy z dziedziny maszyn i urządzeń hydraulicznych. Wersja angielska ukazała się dopiero w 1995 roku - a więc 13 lat po śmierci autora - jednak było to wydanie uzupełnione, ponieważ obejmowało 5000 haseł.
Pełna chronologiczna lista publikacji dostępna jest we Wspomnieniu o Profesorze Adamie Tadeuszu Troskolańskim, „Prace Instytutu Maszyn Przepływowych” (z. 90-91), Warszawa: Państwowe Wydawnictwo Naukowe, 1989, s. 298-305.